# Campagne 2006 : Soulagez-vous dans les urnes !
Albums de Trust
Still A-live
(2000) 13 à table
(2008)
Campagne 2006 : Soulagez-vous dans les urnes ! est un album CD/DVD du groupe de hard rock français Trust sorti en 2006.

## Vue d'ensemble
Les titres live ont été enregistrés le 9 juillet 2006 au Festival des Terre-Neuvas à Bobital dans les Côtes-d'Armor. Ils reprennent les morceaux les plus connus du groupe au long de sa carrière. 
Sur le DVD, des bonus sont disponibles comme un making of de la préparation du concert, des interviews et des archives de la tournée de 1988/1989 avec plusieurs morceaux en live.
Sur le CD, trois inédits enregistrés en studio complètent l'album.

## Titres

### CD
| No  | Titre                                                           | Durée |
| --- | --------------------------------------------------------------- | ----- |
| 1.  | Le Mitard                                                       | 5:14  |
| 2.  | Palace                                                          | 4:56  |
| 3.  | Au nom de la race                                               | 3:23  |
| 4.  | Fatalité                                                        | 4:51  |
| 5.  | On lèche, on lâche, on lynche                                   | 3:50  |
| 6.  | Par compromission                                               | 4:00  |
| 7.  | Fais où on te dit de faire                                      | 4:08  |
| 8.  | Tout ce qui est bon est mal                                     | 3:55  |
| 9.  | Instinct de mort                                                | 4:33  |
| 10. | Police milice                                                   | 2:45  |
| 11. | Medley 2 : Préfabriqués / L'élite / Bosser 8 heures             | 8:06  |
| 12. | Antisocial                                                      | 6:43  |
| 13. | Chaude est la foule (inédit studio)                             | 4:24  |
| 14. | La mort rôde (inédit studio)                                    | 4:21  |
| 15. | Sarkoland (La France on l'aime ou on la quitte) (inédit studio) | 4:15  |

### DVD
| No  | Titre                                               | Durée |
| --- | --------------------------------------------------- | ----- |
| 1.  | Le Mitard                                           |       |
| 2.  | Palace                                              |       |
| 3.  | Au nom de la race                                   |       |
| 4.  | Fatalité                                            |       |
| 5.  | On lèche, on lâche, on lynche                       |       |
| 6.  | Medley 1 : Saumur / Ride On / Ton dernier acte      |       |
| 7.  | Par compromission                                   |       |
| 8.  | Sors tes griffes                                    |       |
| 9.  | Fais où on te dit de faire                          |       |
| 10. | Tout ce qui est bon est mal                         |       |
| 11. | Instinct de mort                                    |       |
| 12. | Police milice                                       |       |
| 13. | Medley 2 : Préfabriqués / L'élite / Bosser 8 heures |       |
| 14. | Antisocial                                          |       |

Bonus :
- Préparation du concert
- Interviews
- Archives tournée 88/89
  - Petit Papa Noël
  - Mongolo's Land
  - Paris
  - La Mort Rôde

## Formation
- Bernie Bonvoisin : chant
- Norbert "Nono" Krief : guitare
- Yves "Vivi" Brusco : basse
- Ismalia Diop : guitare
- Farid Medjane : batterie